# Christian Sørum
 Christian Sandlie Sørum (Oslo, 3 de dezembro de 1995) é um ex-voleibolista indoor e jogador de vôlei de praia norueguês, canhoto, com marca de alcance de 340 cm no ataque e 312 cm no bloqueio, e que foi medalhista de ouro na edição da FIVB World Tour Finals de 2018 na Alemanha, e campeão do Circuito Mundial de Vôlei de Praia de 2018.

## Carreira
A estréia no cenário do vôlei de praia ocorreu em 2011, quando participou da edição do Campeonato Europeu de Vôlei de Praia Sub-18, realizado em Vilnius, formando dupla com Knut-Ludvig Larsen e encerram na décima sétima posição e na edição de 2012 sediada em Brno  esteve jogando ao lado de Bjarne Nikolai Huus  quando finalizaram na quarta posição, e ainda disputaram a edição do Campeonato Mundial de Vôlei de Praia Sub-19 de 2012 realizado em Lárnaca e finalizaram na quinta posição.
Ele também competiu no voleibol indoor (quadra), serviu a seleção norueguesa nas categorias de base de 2012 a 2014, representando na edição do Campeonato Europeu de Voleibol Infantojuvenil de 2013 em Jelgava, quando vestiu a camisa 17, terminando na vigésima terceira colocação e em 2014 disputou pela seleção a edição do Campeonato Europeu de Voleibol Sub-20 em Piatra Neamţ, quando vestiu a camisa 7, finalizando na vigésima segunda colocação.
Nas competições de 2013-14 atuava como ponteiro pela equipe Førde VBK conquistou o vice-campeonato na Liga A Noruguesa e disputou a edição da Challenge Cup de 2013-14 finalizando na trigésima terceira colocação e também atuou pelo  KollVolley na temporada 2016-17.
Pela temporada de 2013 do Circuito Norueguês de Vôlei de Praia conquistou  com Bjarne Nikolai Huus o quinto lugar no II Master em Oslo, além do terceiro lugar no Masters de Oddanesand e o vice-campeonato no Asker Open, juntos disputaram o Campeonato Europeu de Vôlei de Praia Sub-20 de 2013, sediado em Vilnius ocasião da quinta colocação final e conquistaram a medalha de prata na edição do Campeonato Mundial de Vôlei de Praia Sub-19 de 2013 realizado na cidade de Porto.
Na temporada de 2014 do Circuito Norueguês competiu ao lado de seu irmão Aleksander Sørum no Masters de Oddanesand Masters, mas finalizaram na nona posição, na sequência conquistou o título no Asker Open ao lado de Mathias Loftesnes, como também o terceiro lugar no Stavanger Open, e com Vegard Høidalen alcançou o quinto lugar no II Masters de Oslo, e com outro parceiro terminou na sétima colocação na etapa de Amil, e conquistou o título no Skien Open ao lado de Runar Sannarnes. Ao lado de Hendrik Mol conquistou o quarto lugar na edição do Campeonato Mundial de Vôlei de Praia Sub-21 de 2014 em Lárnaca.
Disputou com Runar Sannarnes a edição do Circuito Europeu NEVZA de 2014, quando foi sediado em Oslo e finalizaram na nona posição, depois com Henrik Lauten terminou na quinta posição no Campeonato Europeu de Vôlei de Praia Sub-20 realizado em Cesenatico, depois conquistou a medalha de ouro ao lado de Runar Sannarnes no Campeonato Europeu de Vôlei de Praia Sub-22 sediado em Fethiye, com Jørre Kjemperud encerrou na nona posição no Circuito Europeu NEVZA de 2014 na etapa de Gotemburgo e no mesmo circuito ao lado de Erlend Henriksveen terminou na décima terceira colocação na etapa de Bournemouth.
Pelo Circuito Europeu de Vôlei de Praia de 2015 disputou a qualificação para o Masters de Jūrmala com o atleta Daniel Bergerud, terminando na décima sétima posição no Masters de Milão ao lado de Lars Retterholt; no mesmo ano com Runar Sannarnes alcançou o décimo terceiro lugar no Masters de Bienna, e juntos obtiveram  o quarto lugar no Circuito Europeu NEVZA realizado em Koldinge nona posição na etapa de Lohja; ainda no Circuito Norueguês terminaram na décima posição na etapa de Stavanger, nesta mesma cidade disputaram o Major Series pela temporada do Circuito Mundial de Vôlei de Praia de 2015 quanto terminaram na quadragésima primeira colocação, trigésima terceira posição no Major Series de Gstaad; depois conquistaram pelo Circuito Norueguês de 2015 o vice-campeonato no Masters de Oddanesand, sagraram-se campeões na etapa de Åmli, vice-campeões em Kristiansand.
De novo com Runar Sannarnes foram vice-campeões no Circuito Europeu NEVZA de 2015, desta vez na etapa de Oslo,  e disputaram a edição do Campeonato Europeu de Vôlei de Praia Sub-22, realizado em Macedo de Cavaleiros, ocasião que finalizaram em quinto lugar, depois competiu ao lado de Morten Kvamsdal na conquista do terceiro lugar no Circuito Europeu NEVZA de 2015 na etapa de Gotemburgo e juntos finalizaram na trigésima terceira colocação no Aberto de Antália e vigésima quinta posição no Aberto do Catar, ambos resultados obtidos no Circuito Mundial deste mesmo ano.
No Circuito Mundial de Vôlei de Praia de 2016 competiu com Morten Kvamsdal quando finalizou na décima sétima colocação nos Abertos de Kish, Doha e Fuzhou, terminaram na vigésima quinta posição nos Abertos de Antália e Xiamen, além do décimo terceiro posto no Satélite de Baden e o quinto lugar no Aberto de Fortaleza, pelo Finals CEV do Circuito Europeu de 2016 conquistaram a nona posição nesta edição realizada em Bienna, também disputaram a edição da CEV Continental Cup Final de 2016, em Stavanger,  e nesta competição terminaram na quinta posição, ainda conquistaram o vice-campeonato no Circuito Europeu NEVZA de 2016 na etapa de Odense.
Ainda pelo Circuito Mundial de Vôlei de Praia de 2016 atuou com Geir Eithun quando finalizaram na vigésima quinta colocação pelos Major Series de Porec e Gstaad, juntos terminaram na nona posição na etapa de Oslo pelo Circuito Noruguês de Vôlei de Praia de 2016 e com Anders Mol  alcançaram a quinta posição no Major Series de Klagenfurt. Ainda juntos conquistara a medalha de ouro no Circuito Europeu Nevza de 2016 sediado em Kuopio,mesmo feito que conseguiram na edição do Campeonato Europeu de Vôlei de Praia Sub-22 em Salonica.
Novamente com seu irmão Aleksander Sørum alcançou o quarto posto na etapa de Oslo do Circuito Norueguês de Vôlei de Praia de 2016 e com Mathias Berntsen sagraram-se vice-campeões na etapa de Oslo pelo Circuito Europeu NEVZA, além do título conquistado neste mesmo circuito em Bournemouth, e pelo Circuito Mundial de Vôlei de Praia conquistaram a medalha de bronze no Satélite em Pelhřimov,  e com este mesmo jogador disputou Circuito Mundial de Vôlei de Praia de 2017, terminando na trigésima terceira posição no torneio categoria cinco estrelas de Fort Lauderdale, nono posto no torneio categoria três estrelas de Xiamen e o décimo sétimo lugar no torneio categoria quatro estrelas no Rio de Janeiro, e disputaram juntos a etapa de Zurique pelo Circuito Suíço de Vôlei de Praia neste mesmo ano, terminando em quinto lugar; voltou a competir com Anders Mol pelo circuito mundial, alcançando o nono lugar no torneio categoria três estrelas de Moscou, nono lugar no torneio categoria cinco estrelas de Gstaad, depois com Daniel Bergerud finalizou na trigésima terceira colocação no torneio categoria três estrelas de Haia,  e ainda terminou na quarta colocação Svein Solhaug no torneio categoria duas estrelas em Espinho.
Ao lado de Anders Mol disputou o Masters de Ljubljana pelo Circuito Europeu de Vôlei de Praia de 2017 conquistando a medalha de ouro e o quinto lugar no CEV Finals realizado em Jūrmala, a quinta posição também ao lado de Mathias Berntsen no Masters de Baden]] e com seu irmão Aleksander Sørum conquistou mais um título em Oslo pelo Circuito Europeu NEVZA em 2017.
Retomou a dupla com Anders Mol e chegou no quinto posto no torneio categoria uma estrela em Montpellier do Circuito Mundial de 2017-18, e com Mathias Berntsen o no lugar no torneio três estrelas de Qinzhou, na sequência terminaram na quinta posição no torneio quatro estrelas de Haia, décimo sétimo posto no torneio cinco estrelas de Fort Lauderdale, nono lugar no torneio quatro estelas de Doha, no quatro estrelas de Xiamen alcançou a quinta posição, décimo terceiro lugar no Aberto de Huntington Beach, foram vice-campeões no torneio quatro estrelas de Itapema, quinto lugar no torneio uma estrela de Baden, desta vez ao lado de Andreas Takvam; depois voltou atuar com Anders Mol obtendo o vigésimo quinto lugar no torneio quatro estrelas em Ostrava, e na mesma categoria o quinto lugar em Espinho e obtiveram o nono lugar em Warsaw, conquistaram a medalha de ouro nos torneios cinco estrelas realizados em Gstaad e Viena. <refname="pdabmar"/>
No Circuito Europeu de Vôlei de Praia de 2018 alcançou a nona posição no Masters de Pelhrimov e medalha de ouro em Haia. E conquistaram a medalha de ouro na edição do FIVB World Tour Finals de 2018 realizado em Hamburgo e foram a dupla campeã de todo Circuito Mundial de 2018 e foi premiado como melhor jogador defensivo.
Ao lado de Mol, obteve o ouro em Tóquio 2020 a derrotar Viacheslav Krasilnikov e Oleg Stoyanovskiy por 21–17 e 21–18 na final. Em 2022, a dupla conquistou o título do Campeonato Mundial em Roma.

## Títulos e resultados
- Torneio 5* de Vienna do Circuito Mundial de Vôlei de Praia:2018[11]
- Torneio 5* de Gstaad do Circuito Mundial de Vôlei de Praia:2018[11]
- Torneio 4* de Itapema do Circuito Mundial de Vôlei de Praia:2018[11]
- Elite 16 de Doha do Circuito Mundial de Vôlei de Praia de 2024
- Satélite de Pelhřimov do Circuito Mundial de Vôlei de Praia:2016[11]
- Torneio 2* de Espinho do Circuito Mundial de Vôlei de Praia:2017[11]
- Etapa de Haia do Circuito Europeu de Vôlei de Praia:2018[11]
- Masters de Ljubljana do Circuito Europeu de Vôlei de Praia:2017[11]
- Campeonato Mundial  de Vôlei de Praia Sub-21:2014[14]
- Campeonato Mundial  de Vôlei de Praia Sub-19:2012[3]
- Etapa Oslo do Circuito Europeu NEVZA de Vôlei de Praia:2017[11]
- Etapa Kuopio do Circuito Europeu NEVZA de Vôlei de Praia:2016
- Etapa de Bournemouth do Circuito Europeu NEVZA de Vôlei de Praia:2016[11]
- Etapa de Oslo do Circuito Europeu NEVZA de Vôlei de Praia:2016[11]
- Etapa de Odense do Circuito Europeu NEVZA de Vôlei de Praia:2016[11]
- Etapa de Oslo do Circuito Europeu NEVZA de Vôlei de Praia:2015[11]
- Etapa de Gotemburgo do Circuito Europeu NEVZA de Vôlei de Praia:2015[11]
- Etapa de Kolding do Circuito Europeu NEVZA de Vôlei de Praia:2015[11]
- Etapa de Åmli do Circuito Norueguês de Vôlei de Praia:2015[11]
- Skien Open do Circuito Norueguês de Vôlei de Praia:2014[11]
- Asker Open do Circuito Norueguês de Vôlei de Praia:2014[11]
- Eatapa de Kristiansand do Circuito Norueguês de Vôlei de Praia:2015[11]
- Masters de Oddanesand do Circuito Norueguês de Vôlei de Praia:2015[11]
- Asker Open do Circuito Norueguês de Vôlei de Praia:2013[11]
- Stavanger Open do Circuito Norueguês de Vôlei de Praia:2014[11]
- Masters de Oddanesand do Circuito Norueguês de Vôlei de Praia:2013[11]
- Etapa de Oslo do Oddanesand do Circuito Norueguês de Vôlei de Praia:2016[11]

## Premiações individuais
- Jogador Mais Defensivo do Ano do Circuito Mundial de Voleibol de Praia de 2018[26]